# Ахметчин, Ринат Вячеславович
Ахметчин Ринат Вячеславович — (род. 21 апреля 1965 года, г. Пермь, Пермская область, РСФСР, СССР) — российский политический деятель. Экс-мэр города Норильска с 21 сентября 2017 года по 28 июля 2020 года.

## Биография
Родился 21 апреля 1965 года в городе Перми. В Норильск переехал в возрасте 10 лет. Занимался лёгкой атлетикой во дворце спорта «Арктика». Во время учёбы в школе и ВУЗе был секретарём комитета комсомола — вплоть до расформирования структуры.

## Образование
Учился в Школе № 1 города Норильска.
1987 год — окончил Пермский политехнический институт по специальности «Горные машины и комплексы» (горный инженер-механик).
2001 год — Санкт-Петербургский государственный университет аэрокосмического приборостроения по специальности «Юриспруденция» (юрист).

## Трудовая деятельность
Трудовую деятельность начал ещё в период учёбы в институте.
В 1984 году устроился дежурным слесарем по ремонту оборудования 4 разряда участка самоходного оборудования Норильского шахтопроходческого треста.
Затем работал проходчиком, электрослесарем по ремонту оборудования, мастером подземного участка на предприятиях Норильского горно-металлургического комбината им. А. П. Завенягина.
В 1990 году перешёл на рудник «Таймырский», где за 16 лет прошёл путь от дежурного слесаря по ремонту оборудования до заместителя директора рудника по персоналу.
С 2006 года в течение двух лет работал заместителем руководителя Горно-металлургической дирекции Заполярного филиала ОАО «ГМК „Норильский никель“» по персоналу.
С 2008 по 2017 год возглавлял ООО «Норильский промышленный транспорт».
21 сентября 2017 года на первой сессии пятого созыва Норильского городского совета депутатов избран Главой города Норильска большинством голосов.

## Вклад в развитие Норильска
Продолжил благоустройство территории, прилегающей к озеру Долгое. Сейчас в районе улицы Комсомольской разбит «парк», который администрация пытается сделать площадкой для проведения городских мероприятий. Благоустройство продолжается.
Завершение реконструкции взлётно-посадочной полосы аэропорта «Норильск» в 2019 году — социально важного проекта в виду отсутствия у Норильска железнодорожного и автомобильного сообщения с другими городами страны. Проект финансировался за счёт бюджетов всех уровней, а также ГМК «Норильский никель». В периоды ремонта полёты не прекращались, они были организованы таким образом, чтобы норильчане продолжали выезжать за пределы города.
Благодаря тому, что в 2018 году Норильск вошёл в состав международной Ассоциации мэров зимних городов (WWCAM), интерес к городу проявили многие страны. В частности, в 2019 году в Норильске прошла рабочая встреча с представителями WWCAM из Японии, Кореи, Канады и ряда других стран.

## Утечка дизельного топлива в Норильске
1 июня 2020 года СК РФ возбудил уголовное дело по факту халатности главы Норильска Рината Ахметчина, выразившейся в неисполнении своих должностных обязанностей при возникновении чрезвычайной ситуации, связанной с утечкой дизельного топлива в Норильске. 19 октября 2020 года Красноярский краевой суд признал Ахметчина виновным по части 1 статьи 293 УК РФ и приговорил его к шести месяцам исправительных работ с удержанием 15% заработной платы.

## Отставка с поста главы Норильска
15 июля 2020 года, Ахметчин заявил, что власти Норильска обратились за помощью в борьбе с коронавирусной инфекцией COVID-19 к губернатору Уссу. Мэр признал, что своих сил и средств в городе уже не хватает.
На заседании оперативного штаба под председательством губернатора Александра Усса рассматривалось его письмо по проблемам, которые стоят в Норильске.
«Большая часть вопросов, которые мы задавали, вернулась к нам обратно, и мне были высказаны претензии, что эти вопросы должен был решать я. <…> Всю информацию, которую я предоставлял в краевые службы, я получал сам от краевых служб здравоохранения, которые работают на территории города Норильска. Я так понял, что мне было высказано недоверие про мою работу», — сказал Ахметчин.
Глава Норильска Ринат Ахметчин написал заявление об отставке 20 июля 2020 года. Он ушёл в отставку после заседания штаба Красноярского края по коронавирусу.

## Награды
- 1995, 1999 — благодарность генерального директора АО «Норильский комбинат»
- 2000 — почётная грамота ЗФ ОАО «Норильская горная компания»
- 2001 — благодарность ЗФ ОАО «ГМК «Норильский никель»
- 2003 — почётная грамота Министерства труда и социального развития РФ
- 2005 — почётное звание "Кадровый работник ОАО "ГМК «Норильский никель»
- 2007 — почётный знак «Отличник Российской кадровой службы — 2007»
- 2010 — почётная грамота Главы города Норильска
- 2012 — благодарственное письмо Главы города Норильска
- 2013 — благодарность Законодательного собрания Красноярского края
- 2015 — почётный знак компании ПАО «ГМК «Норильский никель»[18]